# Paweł Baraszkiewicz
Paweł Baraszkiewicz (* 20. Mai 1977 in Działdowo) ist ein ehemaliger polnischer Kanute.

## Erfolge
Paweł Baraszkiewicz nahm viermal an Olympischen Spielen teil. Sein Olympiadebüt gab er 1996 in Atlanta, wo er mit Marcin Kobierski im Zweier-Canadier über 500 Meter über den Hoffnungslauf noch das Halbfinale erreichte. Dort schieden die beiden als Achte ihres Laufs aus. Vier Jahre darauf in Sydney startete Baraszkiewicz in zwei Wettbewerben im Zweier-Canadier. Über 500 Meter qualifizierte er sich mit Daniel Jędraszko nach einem Sieg im Vorlauf direkt für den Endlauf. Diesen beendeten sie nach 1:51,536 Minuten auf dem zweiten Platz, hinter den siegreichen Ungarn Ferenc Novák und Imre Pulai und vor den Rumänen Mitică Pricop und Florin Popescu, womit sie sich die Silbermedaille sicherten. Auf der 1000-Meter-Strecke war Michał Gajownik sein Partner, mit dem er sich ebenfalls direkt für den Endlauf qualifizierte. Dort kamen sie in 3:52,229 Minuten nicht über achten Platz hinaus.
Bei den Olympischen Spielen 2004 in Athen gingen Baraszkiewicz und Jędraszko erneut im Zweier-Canadier auf der 500-Meter-Strecke an den Start und zogen nach Rang drei im Vorlauf erneut direkt in den Endlauf ein. Im Finale belegten sie dann jedoch lediglich den neunten und damit letzten Platz. Vier Jahre darauf war bei den Olympischen Spielen in Peking  in der 1000-Meter-Konkurrenz im Zweier-Canadier Wojciech Tyszyński Baraszkiewiczs Partner. Nach Rang fünf im Vorlauf zogen sie dank eines Sieges im Halbfinale ins Finale ein, in dem sie den siebten Platz erreichten. Auch in seinem zweiten Wettkampf, dem Wettbewerb im Einer-Canadier über 500 Meter, schaffte er nach dritten Plätzen in den Vor- und Halbfinalläufen den Einzug in den Endlauf. In 1:50,048 Minuten wurde er schließlich Achter.
Mit Daniel Jędraszko gewann Baraszkiewicz bei Weltmeisterschaften im Zweier-Canadier acht seiner insgesamt 14 Medaillen. 1997 war er mit Baraszkiewicz in Dartmouth erstmals erfolgreich, als die beiden Silber über 500 Meter gewannen. Darüber hinaus belegte er im Vierer-Canadier über 1000 Meter Rang drei. 1998 in Szeged und 1999 in Mailand gewannen Baraszkiewicz und Jędraszko auf der 500-Meter-Strecke jeweils die Silbermedaille, während sie 1999 über 500 Meter erstmals Weltmeister wurden. Bei den Weltmeisterschaften 2001 in Posen gelang ihnen dieser Erfolg auch über 200 Meter, wohingegen sie über 500 Meter eine Titelverteidigung als Zweitplatzierte knapp verpassten. Baraszkiewicz wurde mit Jędraszko 2003 in Gainesville ein drittes und viertes Mal Weltmeister. Sie besiegten sowohl über 200 Meter als auch über 500 Meter ihre Konkurrenz. 2005 gewann Baraszkiewicz in Zagreb seine erste WM-Medaille im Einer-Canadier, als er über 500 Meter Zweiter wurde. Ein Jahr darauf wurde er in Szeged im Vierer-Canadier auf der 500-Meter-Strecke ebenfalls Vizeweltmeister. 2007 sicherte er sich in Duisburg mt Wojciech Tyszyński im Zweier-Canadier über 1000 Meter ebenso die Bronzemedaille wie 2010 in Posen auf der 200-Meter-Strecke mit Paweł Skowroński. Außerdem belegte er 2010 mit der 4-mal-200-Meter-Staffel im Einer-Canadier den dritten Platz.
Ähnlich erfolgreich war Baraszkiewicz insbesondere mit Daniel Jędraszko auch bei Europameisterschaften. 1997 in Plowdiw und 2000 in Posen wurden sie über 500 Meter Europameister, auf der 200-Meter-Strecke gelang ihnen 1999 in Zagreb und 2000 in Posen der Titelgewinn. Darüber hinaus sicherten sie sich 2001 in Mailand über 200 Meter Silber und gewannen 2004 in Posen über 200 Meter Bronze sowie über 500 Meter Silber. Darüber hinaus gelangen Baraszkiewicz acht weitere Medaillengewinne: Im Vierer-Canadier belegte er 1997 in Plowdiw über 1000 Meter und 2001 in Mailand über 200 Meter jeweils den dritten Platz. Im Einer-Canadier wurde er 1999 in Zagreb über 1000 Meter Dritter. Ein Jahr später wurde er mit Michał Gajownik in Posen im Zweier-Canadier auf der 1000-Meter-Strecke Weltmeister. An selber Stelle gewann er 2005 im Einer-Canadier über 200 Meter Bronze und über 500 Meter Silber. Eine weitere Bronzemedaille sicherte er sich mit Wojciech Tyszyński im Zweier-Canadier über 1000 Meter bei den Europameisterschaften in Mailand. Seine letzte internationale Medaille gewann er schließlich 2011 in Belgrad mit Silber im Einer-Canadier über 500 Meter.
Im Einer-, Zweier- und Vierer-Canadier wurde Baraszkiewicz auf verschiedenen Distanzen insgesamt 17 Mal polnischer Landesmeister. 2007 erhielt er ebenso wie sein langjähriger Partner Daniel Jędraszko das Ritterkreuz des Ordens Polonia Restituta.